# IC 5353
IC 5353 је елиптична галаксија у сазвјежђу Вајар која се налази на листи објеката дубоког неба у Индекс каталогу.
Деклинација објекта је - 28° 6' 32" а ректасцензија 23h 47m 28,6s. Привидна величина (магнитуда) објекта IC 5353 износи 12,8 а фотографска магнитуда 13,8. Налази се на удаљености од 106,304 милиона парсека од Сунца. IC 5353 је још познат и под ознакама ESO 471-17, MCG -5-56-10, AM 2344-282, DRCG 54-56, PGC 72421.